# (27088) Valmez
(27088) Valmez (1998 UC15) – planetoida z pasa głównego asteroid okrążająca Słońce w ciągu 3,9 lat w średniej odległości 2,48 j.a. Odkryta 22 października 1998 roku.